# Mobilisation russe de 1914

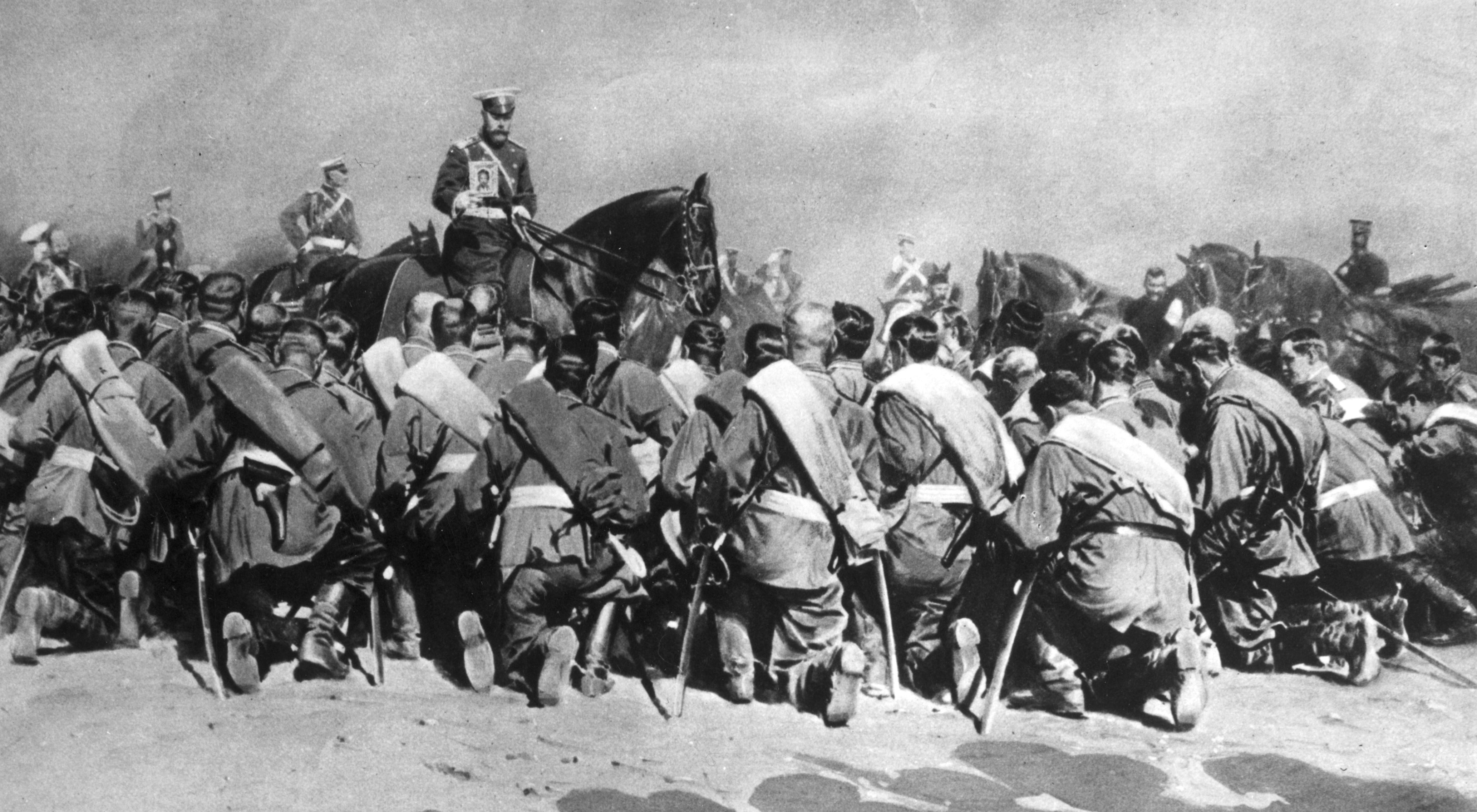
L'empereur Nicolas II présentant une icône à la dévotion de ses soldats.

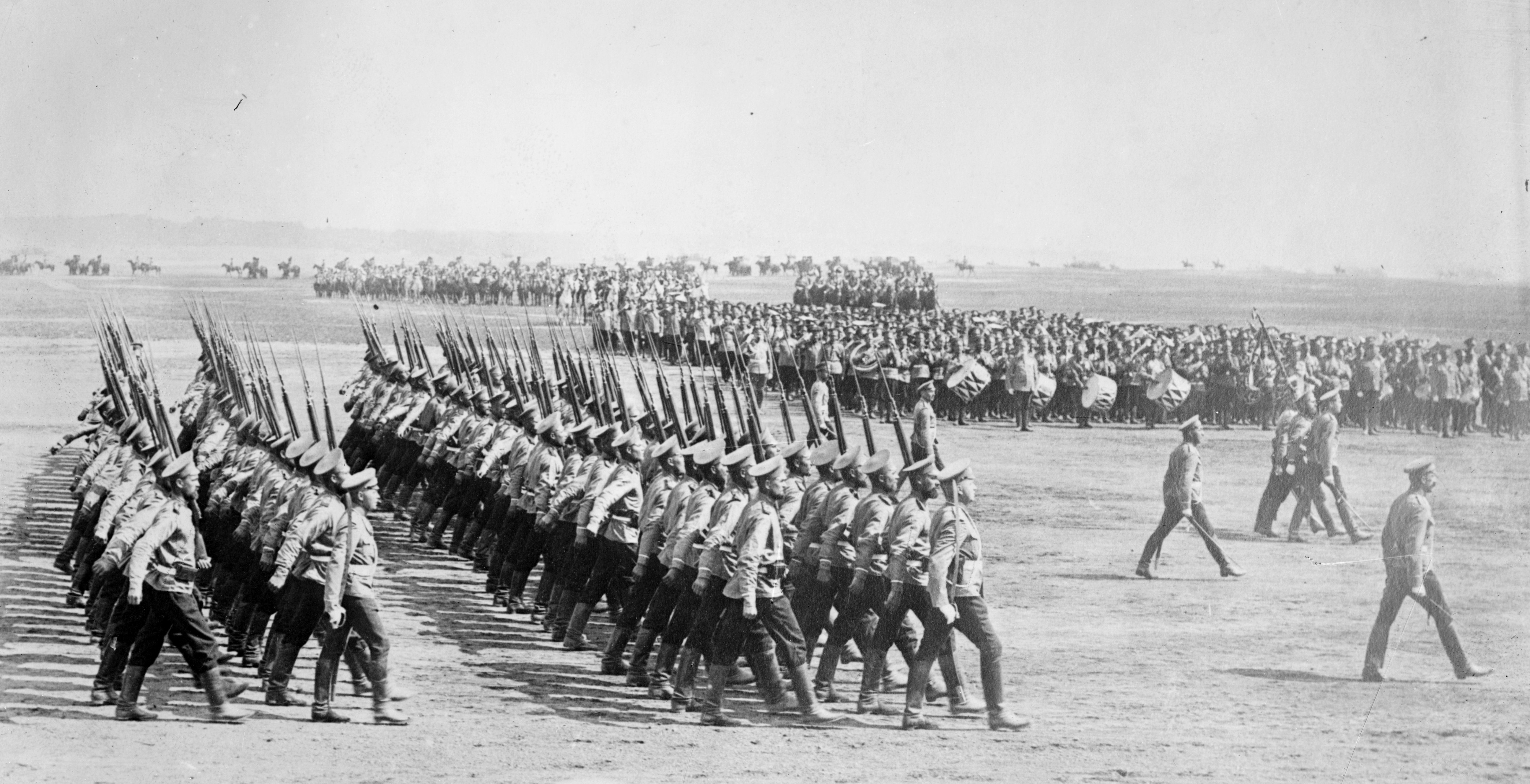
L'armée impériale montre sa force avant guerre lors des parades organisées en présence des ambassadeurs et attachés militaires étrangers.

La mobilisation russe de 1914 désigne, au tout début de la Première Guerre mondiale, la mise sur le pied de guerre de l'armée impériale russe, c'est-à-dire l'augmentation de ses effectifs et sa concentration aux frontières.
Déclenchée le 30 juillet 1914 en réaction à la montée des tensions avec dans un premier temps l'empire d'Autriche-Hongrie et dans un second l'Empire allemand, cette mobilisation comprend d'une part l'habillement, l'équipement et l'armement des réservistes, et d'autre part le transport par voies ferrées de toutes les troupes vers les frontières de l'Empire russe, principalement à l'ouest.

## Préparation
La révolution industrielle transforme radicalement l'art de la guerre, non seulement par l'évolution de l'armement et de l'équipement, mais surtout par la capacité donnée aux États d'entretenir des effectifs militaires considérables en cas de guerre : d'armées composées de quelques centaines de milliers, on passe à des millions d'hommes. Comme il est économiquement et socialement impossible de tous les maintenir sous l'uniforme en permanence, ils sont laissés à la vie civile pendant le temps de paix, l'État les mobilisant en cas de conflit. L'armée impériale russe est donc, dès la fin du XIXe siècle, une armée de conscription, comme celle de toutes les armées des grandes puissances continentales européennes de l'époque (Empire allemand, République française et empire d'Autriche-Hongrie).
Comme l'Empire russe est le pays le plus peuplé d'Europe avec une population totale estimée à 167 millions d'habitants en 1914, l'armée impériale peut donc s'appuyer sur un énorme réservoir de réservistes. La loi de 1912 fixe un service militaire pour tous les hommes de 20 à 43 ans, ce qui représente théoriquement un total de douze millions d'hommes (quinze si on prend aussi les différents exemptés), à raison d'environ 700 000 hommes pour chacune des 24 classes. À partir de 43 ans les hommes appartiennent à la territoriale, subdivisée en deux classes, destinées aux garnisons et à la surveillance des lignes de communication ; la majorité de ces hommes n'ayant pas connu la conscription, seuls deux millions de territoriaux sont concernés par une mobilisation.

### Districts militaires
Le territoire de l'Empire russe est subdivisé en douze districts militaires, chacun correspondant à plusieurs gouvernements civils. Les grandes unités stationnées sur le territoire d'un district sont structurées en plusieurs grandes unités (corps d'armée, divisions et brigades) et sont sous les ordres du général commandant ce district. En cas de mobilisation, les états-majors des différentes armées sont créés à partir de ceux des districts.

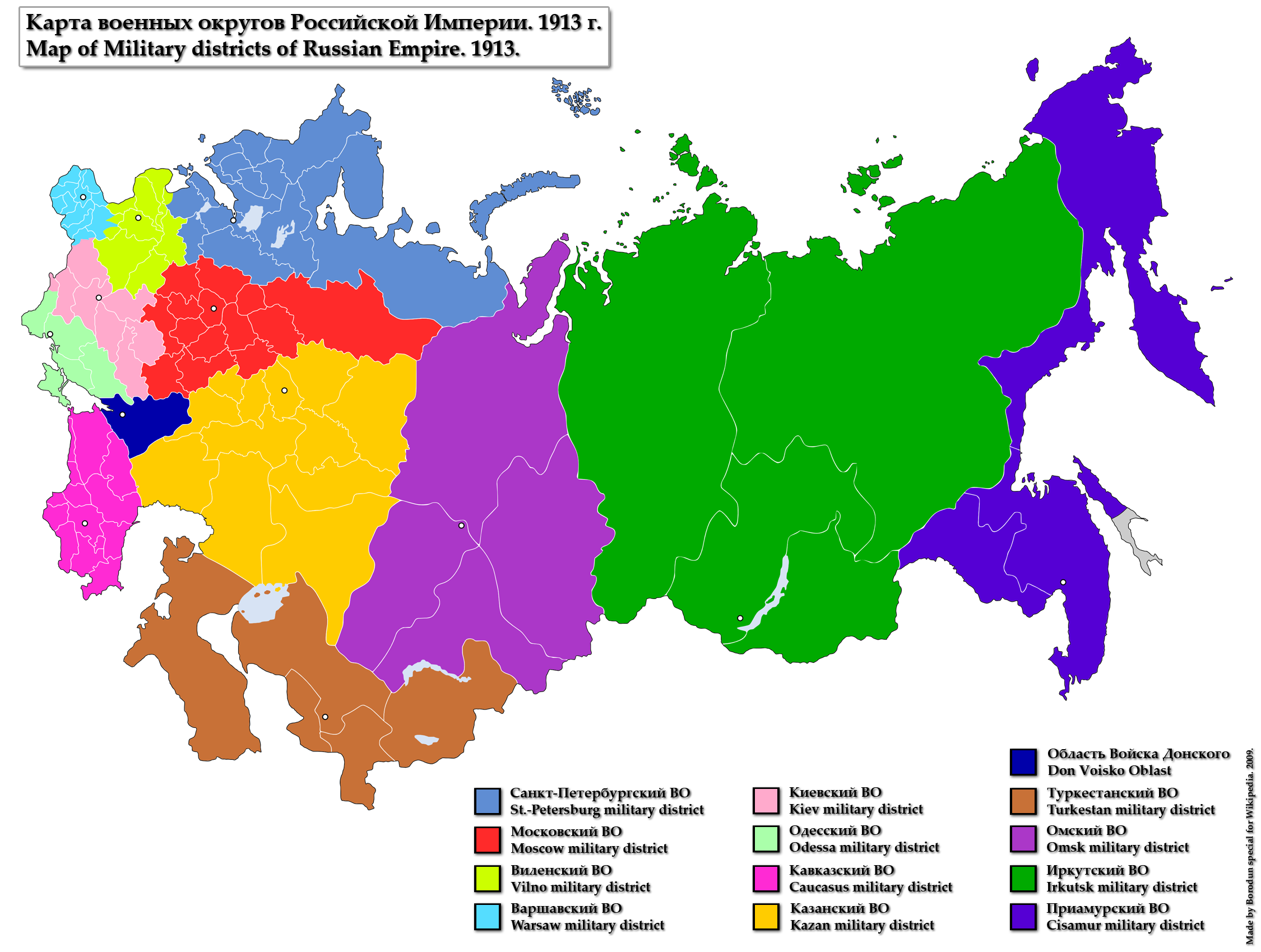
Carte des districts militaires à partir de la réforme de 1913.

| Districts militaires    | Sièges de districts | Grandes unités                        | Subdivisions civiles |
| ----------------------- | ------------------- | ------------------------------------- | --- |
| District de Pétersbourg | Saint-Pétersbourg   | Garde, 1er, 18e et 22e corps          | Saint-Pétersbourg, Olonets, Arkhangelsk, Novgorod, Pskov, Estonie et une partie de la Livonie                                   |
| District de Vilno       | Vilnius             | 2e, 3e, 4e et 20e corps               | Vilno, Grodno, Kovno, Courlande, Vitebsk, Moguilev, Minsk, Suwałki et une partie de la Livonie                                  |
| District de Varsovie    | Varsovie            | 6e, 14e, 15e, 19e et 23e corps        | Pologne |
| District de Kiev        | Kiev                | 9e, 10e, 11e, 12e et 21e corps        | Kiev, Podolie, Volhynie, Tchernigov, Poltava, Kharkov et Koursk                                                                 |
| District d'Odessa       | Odessa              | 7e et 8e corps                        | Bessarabie, Kherson, Iekaterinoslav et Tauride                                                                                  |
| District de Moscou      | Moscou              | Grenadiers, 5e, 13e, 17e et 25e corps | Moscou, Smolensk, Tver, Iaroslavl, Kostroma, Vologda, Vladimir, Nijni Novgorod, Kalouga, Toula, Riazan, Orel, Tambov et Voronej |
| District de Kazan       | Kazan               | 16e et 24e corps                      | Kazan, Viatka, Perm, Oufa, Simbirsk, Samara, Penza, Saratov et Astrakhan                                                        |
| District du Caucase     | Tiflis              | 1er, 2e et 3e corps caucasiens        | Stavropol et Transcaucasie |
| District du Turkestan   | Tachkent            | 1er et 2e corps du Turkestan          | Syr-Daria, Samarcande et Ferghana                                                                                               |
| District d'Omsk         | Omsk                | 11e division de fusiliers sibériens   | Tobolsk, Tomsk, Akmolinsk, Semipalatinsk et Semiretchie                                                                         |
| District d'Irkoutsk     | Irkoutsk            | 2e et 3e corps sibériens              | Irkoutsk, Ienisseï et Iakoutsk                                                                                                  |
| District de l'Amour     | Khabarovsk          | 1er, 4e et 5e corps sibériens         | Transbaïkalie, Amour, la côte du Pacifique et Sakhaline                                                                         |

### Alliance française
L'idée d'une alliance entre l'Empire russe et la République française est évoquée en 1891 d'une part à Saint-Pétersbourg entre le ministre Nicolas Karlovitch de Giers et l'ambassadeur de France Gustave Lannes de Montebello, d'autre part à Paris entre le ministre Alexandre Ribot et l'ambassadeur de Russie Arthur von Mohrenheim. Des négociations secrètes commencent en juillet 1891 entre les représentants des deux états-majors, les généraux de Boisdeffre et Obroutchev : ils signent le 18 août 1892 une convention défensive prévoyant un soutien militaire mutuel des deux pays en cas d'agression de l'un d'eux par l'Empire allemand ou par l'empire d'Autriche-Hongrie. Le texte est finalement ratifié le 27 décembre 1893 par l'empereur Alexandre III et le 4 janvier 1894 par le président Carnot (le retard est dû au scandale de Panama, qui a levé le secret sur les discussions franco-russes).
Cette alliance militaire est presque immédiatement connue de toute l'Europe par une série d’événements symboliques : dès la fin juillet 1891, l'escadre française du nord est accueillie dans la base navale russe de Kronstadt, puis, en octobre 1893, l'escadre russe de la mer Noire fait de même à Toulon. En 1896, l'empereur Nicolas II se rend à Paris et pose la première pierre du pont Alexandre-III, tandis qu'en 1897 le président Faure fait de même à Saint-Pétersbourg avec le pont de la Trinité. En septembre 1901, Nicolas II assiste aux grandes manœuvres de l'armée française, qui ont lieu cette année-là en Champagne autour de Bétheny. En mai 1902, le président français Émile Loubet rend la pareille en faisant une visite officielle en Russie, assistant à une imposante revue militaire. En 1909, l'empereur visite la base de Cherbourg. En 1912, le grand-duc Nicolas assiste aux grandes manœuvres françaises. Toujours en 1912, en août, le président du Conseil Poincaré fait une visite officielle en Russie, expérience qu'il renouvelle comme président de la République en juillet 1914.

La visite du président français en Russie en 1902, vue par Caran d'Ache
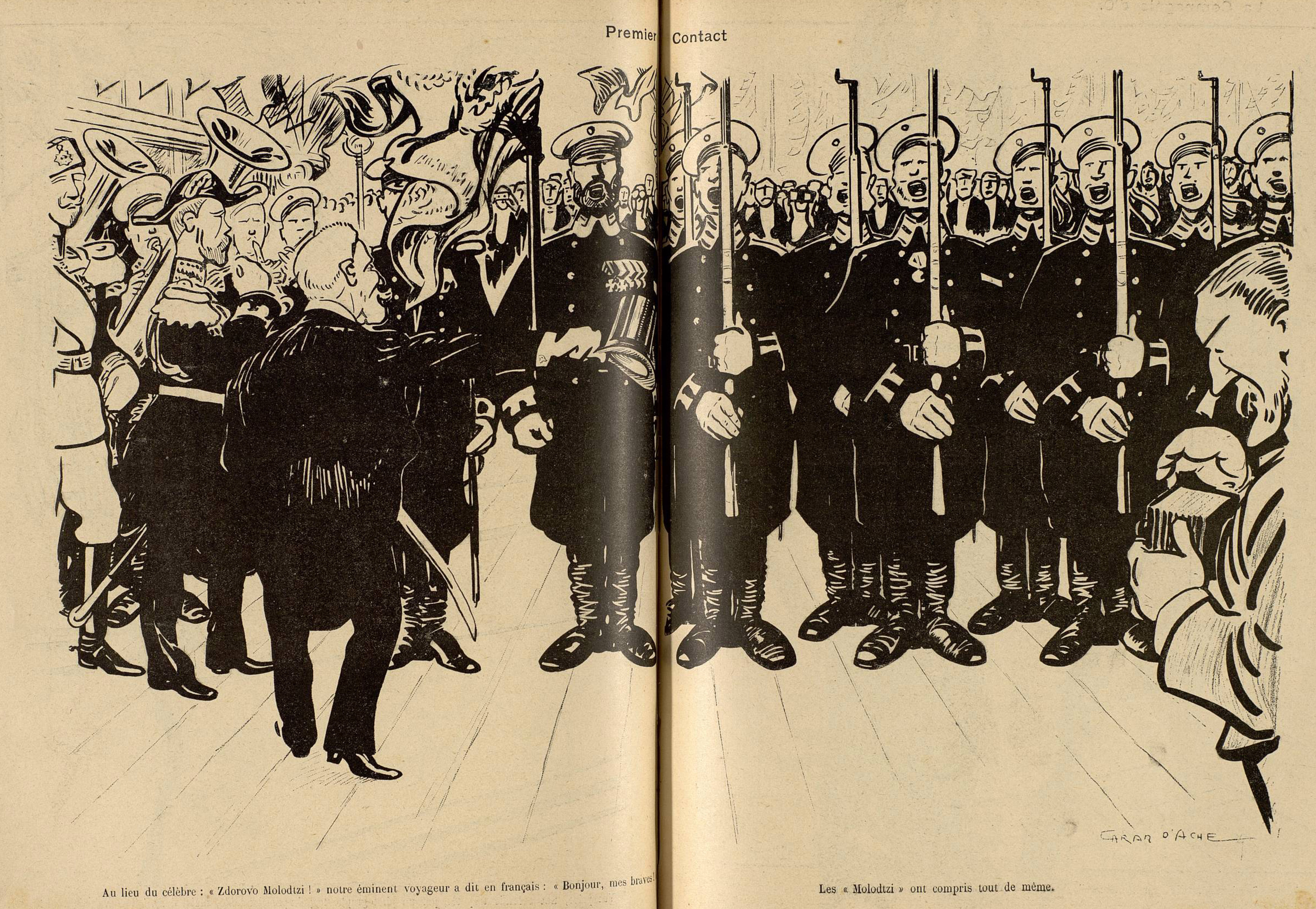
« Premier contact » : la réception du président Émile Loubet par les soldats de marine à Kronstadt.
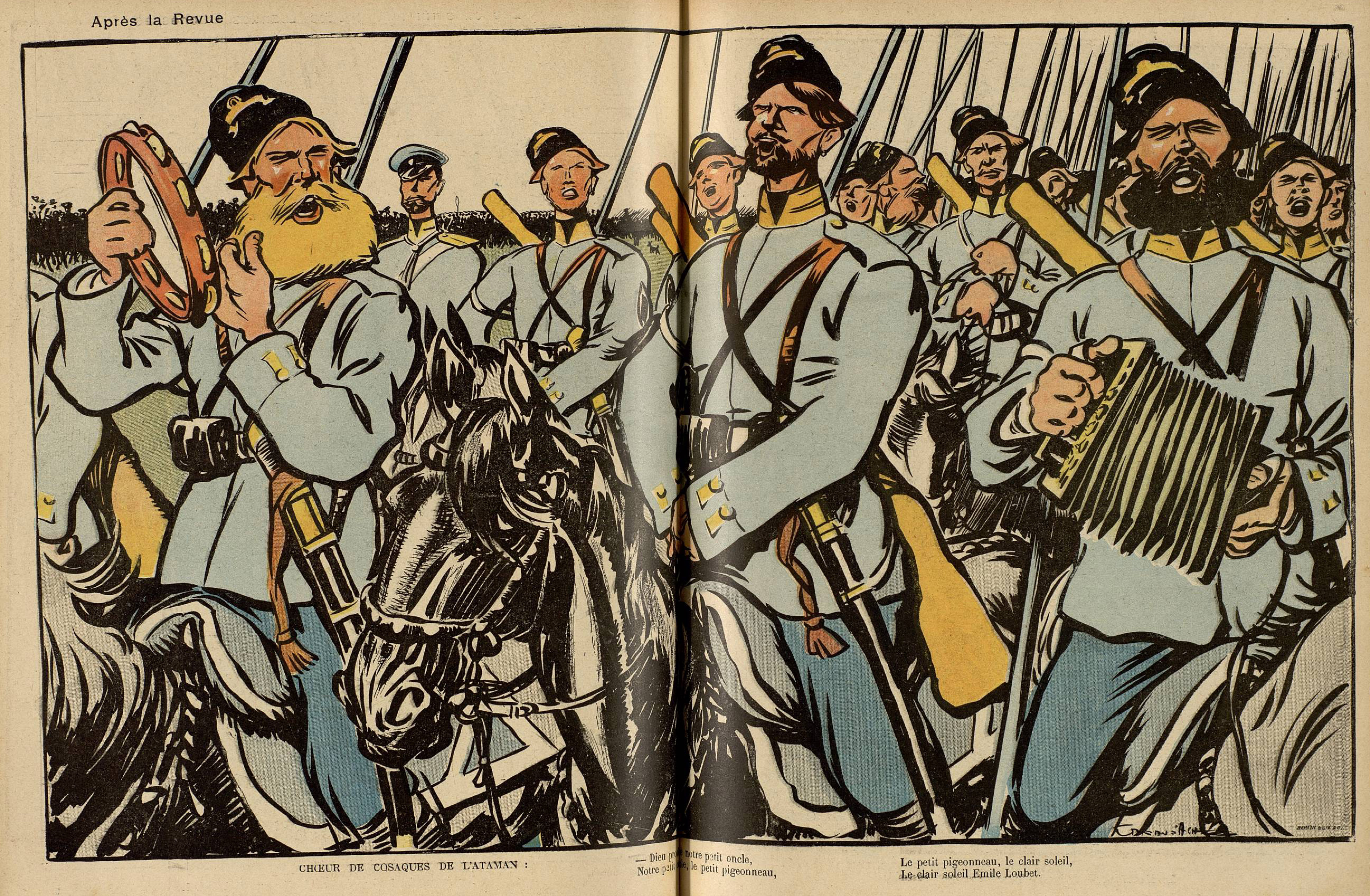
« Après la revue » : chœur de cosaques de l'Ataman.

Cette alliance apporte à la Russie le soutien financier français. Entre 1887 et 1913, des emprunts russes (18 émis par l'État, 32 garantis par celui-ci pour des entreprises et 6 par des grandes villes) sont souscrits par les épargnants européens, les Français participant majoritairement pour un montant total estimé en 1914 à 11,5 milliards de francs-or (auxquels se rajoutent les 2,24 milliards de francs d'investissement directs français en Russie. En 1906, les caisses de l'État russe, mises à mal par la guerre russo-japonaise de 1904-1905, sont renflouées par un emprunt d'État de 2,25 milliards à 5 % (la Russie n'inspire pas confiance à la suite de la révolution de 1905), la moitié souscrit par des banques françaises. Ces emprunts sont assortis d'une condition : qu'ils servent entre autres au développement des lignes stratégiques du réseau ferroviaire russe, les Français insistant en 1898 sur la ligne d'Orenbourg à Tachkent (menaçant l'Afghanistan et les Indes britanniques, dans le contexte de Fachoda), puis en 1904 sur celle de Bologoïe (sur la ligne de Moscou à Saint-Pétersbourg) à Siedlce (en Pologne, menaçant l'Allemagne).
L'autre apport français fut technologique, dans les domaines militaires de la construction mécanique et de la chimie : par exemple l'entreprise française Schneider participe au développement en Russie du canon de 76,2 mm modèle 1902 (fabriqué dans l'usine Poutilov de Saint-Pétersbourg, future usine Kirov) et de l'obusier de 152 mm modèle 1910 (construit par Poutilov et par l'usine de Perm, au pied de l'Oural), permettant ainsi de moderniser l'artillerie russe avec des pièces à frein hydro-pneumatique.

### Plan 19
Le plan russe de mobilisation et de déploiement s'appelle le « plan 19 » (la numérotation commence après la guerre russo-turque de 1877-1878), il a été préparé par le général Iouri Danilov en 1910 et a été modifié en mai 1912 (avec deux variantes, les plans « 19 A » et « 19 G », permutables jusqu'au 9e jour). Ce plan prévoit le déploiement d'un premier échelon de divisions (toutes d'active) aux frontières, terminant leur concentration du 15e au 20e jour après le début de la mobilisation, le second échelon de divisions (essentiellement de réserve) devant arriver à la fin de la mobilisation. Pour respecter les engagements envers les alliés français, qui espèrent que le « rouleau compresseur russe » fonce sur Berlin, le front Nord-Ouest doit passer à l'offensive le plus tôt possible (la promesse renouvelée à Joffre lors des conférences de juillet 1912 et d'août 1913 était que les opérations commenceraient dès le 15e jour), mais les détails du plan restent secrets. La répartition des forces russes n'est communiquée à l'ambassadeur français (qui informe immédiatement par télégramme le ministre des Affaires étrangères à Paris, qui transmet à Joffre) que le 22 août.

« Les troupes de l'armée active mobilisées auront, à l'exception des derniers éléments des trains et convois, terminé leur concentration à la frontière le 15e jour et que l'on s'efforcera de prendre l'offensive dès cette date sans attendre les derniers éléments dont il s'agit et qui ne seront au complet que le 20e jour. »

— Déclaration du général Gilinski au général Dubail, lors de la conférence d'état-major d'août 1911 à Krasnoïe Selo.

« Nos alliés s'engageaient à ne pas attendre que la concentration de leurs armées fût complète pour agir. L'offensive serait prise dès que les forces de première ligne seraient en position, ils ont calculé que la frontière russo-allemande pourrait être franchie, grâce à cette mesure, dès le 16e jour. Enfin d'un commun accord, il fut entendu qu'une offensive décidée pourrait seule donner le succès. »

— Déclaration du ministre de la Guerre Messimy au Conseil des ministres français en 1911.
Le plan 19 A prévoit de déployer 29 divisions (regroupées en deux armées : 1re et 2e face aux Allemands et 46 divisions (regroupées en quatre armées : 4e, 5e, 3e et 8e, face aux Autrichiens. La variante 19 G, dans l'éventualité d'un déploiement allemand massif, prévoit l'envoi de la 4e armée en Lituanie. Les armées face à la province de Prusse-Orientale sont regroupées en un groupe d'armées, le « front du Nord-Ouest », tandis que celles face à la Galicie en forme un second, le « front du Sud-Ouest » (les Russes sont les premiers à faire cela, avant d'être rapidement imités par les autres puissances). La 6e armée garde Saint-Pétersbourg et la Finlande, la 7e fait de même avec Odessa et l'Ukraine ; la 9e armée est créée à la fin d'août en Pologne russe, tandis qu'une 10e armée est prévue quand arriveront les troupes du Turkestan et de Sibérie.
La principale innovation du plan 19 de 1910 est la modification du système d'affectation : chaque recrue ou réserviste devait auparavant rejoindre individuellement son unité en garnison aux frontières. Désormais, le système est de type territorial : l'affectation se fait dans une unité en garnison à proximité, qui ensuite est transportée vers la frontière. Cette modification entraine une nouvelle répartition des troupes (200 000 hommes sont redéployés vers l'intérieur), ainsi qu'une évacuation des forces se trouvant dans le saillant polonais, la concentration face à l'Allemagne étant prévue entre Vilnius et Baranavitchy (ainsi couvert par les places fortes de Kovno, Olita et Grodno) et derrière la Narew (places fortes de Pułtusk, Rozan, Ostrolenka, Lomza et d'Osovets). Un plan 20 était prévu pour être applicable à partir de 1915, avec réduction du délai de déploiement des divisions d'active, entrainant un retard pour les divisions de réserve. Le plan 21 était en préparation pour application à l'horizon 1917, tenant compte de l'augmentation des forces russes prévue par le « Grand Programme », permettant la création d'une nouvelle armée autour de Varsovie.

## Déclenchement
Le Casus belli de l'attentat de Sarajevo le 28 juin 1914 déclenche une succession d'ultimatums, de mobilisations et de déclarations de guerre qui s'étend rapidement à l'Empire russe.

### Soutien aux Serbes
Le 23 juillet, Vienne envoie à Belgrade un ultimatum avec demande de réponse sous quarante-huit heures. La Serbie appelle le tsar russe à l'aide le 24. Le 25 juillet 1914, le royaume de Serbie décrète sa mobilisation face à l'ultimatum autrichien. En raison du soutien russe envers la Serbie, le 25 l'empire d'Autriche-Hongrie annonce une mobilisation partielle à partir du 26, concernant huit corps d'armée déployés face à la Serbie mais aussi face à la Russie.
Le 25, les grandes manœuvres russes prévues sont annulées ; le 26, l'Empire russe lance des mesures de pré-mobilisation, ce qui inquiète l'ambassadeur allemand Pourtalès (de) :

« J'ai interrogé Sazonov sur la nouvelle répandue parmi les attachés militaires étrangers, d'après laquelle un ordre de mobilisation aurait été adressé à plusieurs corps d'armée russes de la frontière ouest. J'ai à cette occasion attiré son attention sur le grand danger d'une pareille mesure qui pourrait facilement provoquer des contre-mesures. Le Ministre répondit qu'il pouvait me garantir qu'aucun ordre de mobilisation n'avait été donné, qu'au contraire il avait été décidé au Conseil des ministres d'attendre pour prendre cette mesure que l'Autriche-Hongrie eût pris une attitude hostile à l'égard de la Russie. Sazonov convint toutefois qu'on prenait déjà certaines précautions militaires pour ne pas être surpris. »

— Télégramme de l'ambassadeur allemand à Saint-Pétersbourg à son ministre des Affaires Étrangères, le 26 juillet 1914 à 21 h 30.
Le 27 au soir, les consulats allemands signalent à leur ministère des Affaires Étrangères des mouvements militaires à Kowno, Riga, Kiev et Varsovie. Le 28, l'Autriche-Hongrie lance sa mobilisation générale et déclare la guerre à la Serbie.

### Mobilisation partielle

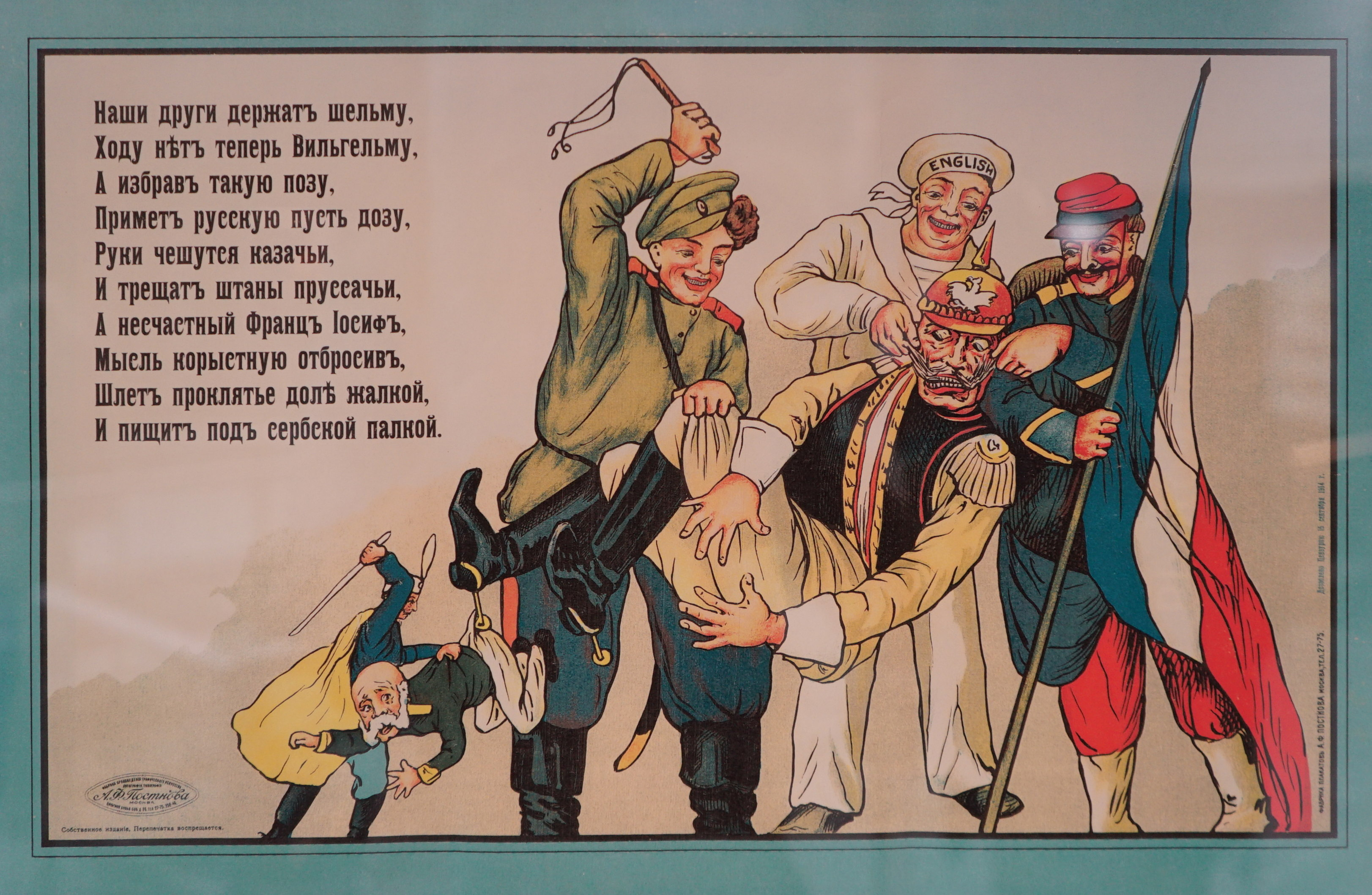
Affiche de propagande.

Le 29 au matin, l'empereur russe signe le décret ordonnant une mobilisation générale devant débuter le 30 juillet, contre-signé par les ministres de la Guerre, de la Marine et de l'Intérieur, puis y substitue à 11 h une mobilisation partielle : sont concernés seulement les districts de Kiev, Odessa, Moscou et Kazan (qui sont face à l'Autriche-Hongrie). Sazonov convoque l'ambassadeur Pourtalès, lui expliquant « qu'en Russie la mobilisation ne signifiant nullement la guerre comme dans les États de l'ouest de l'Europe, que l'armée russe resterait éventuellement des semaines entières l'arme au pied sans franchir la frontière ». Nicolas II et Guillaume II échangent le 29 des télégrammes en anglais :

« Dans ce moment si grave, je fais appel à Ton aide. Une guerre ignoble a été déclarée à un pays faible. L'indignation en Russie, indignation que je partage entièrement, est énorme. Je prévois que bientôt je serai entraîné par la pression qui s'exerce sur moi et que je serais forcé de prendre des mesures extrêmes qui conduiront à la guerre. Pour tâcher d'éviter une calamité telle qu'une guerre européenne, je Te prie, au nom de notre vieille amitié, de faire ce que Tu peux pour empêcher tes alliés d'aller trop loin. Nicky. »

— Télégramme du Tsar au Kaiser du 29 juillet à 1 h.

« J'ai reçu Ton télégramme et je partage Ton désir du maintien de la paix, mais comme je Te l'ai dit dans mon premier télégramme, je ne peux pas considérer l'action de l'Autriche contre la Serbie comme une guerre « ignoble ». L'Autriche sait par expérience qu'on ne peut absolument pas se fier aux promesses serbes sur le papier. [...] J'estime, en conséquence, qu'il serait parfaitement possible pour la Russie de rester spectatrice du conflit austro-serbe, sans engager l'Europe dans la plus horrible guerre dont elle ait jamais été témoin. Je crois possible et désirable une entente directe entre Ton Gouvernement et Vienne [...]. Évidemment, des mesures militaires de la part de la Russie, qui seraient considérées comme menaçantes pour l'Autriche, précipiteraient une calamité que tous deux nous désirons éviter et compromettraient mon rôle de médiateur que j'ai volontiers accepté sur Ton appel à mon amitié et à mon assistance. Willy. »

— Télégramme du Kaiser au Tsar du 29 juillet à 18 h 30.

### Mobilisation générale
Le décret de mobilisation générale est de nouveau signé le 30 à 16 h 30, prévoyant le début de la mise sur le pied de guerre de l'armée et de la flotte pour le lendemain 31 juillet. Le 31, le chancelier allemand Bethmann Hollweg transmet à l'ambassadeur Pourtalès l'ultimatum suivant qui est transmis au gouvernement russe à minuit : « En dépit des négociations de médiations encore en cours, et bien que jusqu'à l'heure actuelle nous n'ayons pris aucune mesure de mobilisation, la Russie a mobilisé toute son armée et sa flotte, donc aussi contre nous. Ces mesures russes nous ont contraints, pour garantir la sécurité de l'Empire, à déclarer l'état de menace de guerre, qui ne signifie pas encore la mobilisation. Mais la mobilisation doit suivre si, dans le délai de douze heures, la Russie n'arrête pas toute mesure de guerre contre nous et l'Autriche-Hongrie et ne nous fait pas une déclaration précise en ce sens ». Le 1er août, Nicolas envoie à son cousin Guillaume un dernier télégramme :

« J'ai reçu Ton télégramme. Je comprends que Tu soies obligé de mobiliser, mais je désire recevoir de Toi les mêmes garanties que celles que je T'ai données ; c'est-à-dire que ces mesures ne signifient pas la guerre et que nous continuerons à négocier pour le bien de nos pays et de la paix universelle chère à nos cœurs. Notre amitié longuement éprouvée doit réussir, avec l'aide de Dieu, à éviter l'effusion de sang. Anxieux, mais plein de confiance, j'attends Ta réponse. »

— Télégramme du Tsar au Kaiser du 1er août à 14 h 6.

« Merci de Ton télégramme. J'ai signalé hier à Ton Gouvernement le seul moyen permettant d'éviter la guerre. Bien que j'aie demandé une réponse pour aujourd'hui midi, aucun télégramme de mon ambassadeur me transmettant une réponse de Ton Gouvernement ne m'est encore parvenu. J'ai été, en conséquence obligé de mobiliser mon armée. Une réponse immédiate, affirmative, claire et irrécusable de Ton Gouvernement est le seul moyen d'éviter des calamités sans bornes. Hélas, tant que je n'aurais pas reçu cette réponse, je serai dans l'impossibilité de discuter le sujet de Ton Télégramme. En fait, je dois Te prier d'ordonner immédiatement à Tes troupes de ne pas commettre, sous aucun prétexte, la plus légère violation de nos frontières. »

— Télégramme du Kaiser au Tsar du 1er août à 22 h,.
Le même jour, l'empereur d'Allemagne ordonne à 17 h le début de la mobilisation allemande pour le 2 août, tandis que son chancelier déclare la guerre en son nom à l'empereur de Russie par la voix de l'ambassadeur à 19 h (heure russe), en français :
« Sa Majesté l'Empereur, mon Auguste Souverain, au nom de l'Empire, relève le défi et Se considère en état de guerre avec la Russie » (déclaration de Pourtalès à Sazonov),. L'Autriche-Hongrie déclare elle aussi la guerre à la Russie le 5 août à 12 h.

## Organisation
L'armée impériale russe en temps de paix compte 1 423 000 hommes. 3 115 000 réservistes sont mobilisés à partir du 18 juillet 1914 (selon le calendrier russe, soit le 31 juillet), 800 000 territoriaux sont appelés à partir du 22 juillet, auxquels se rajoutent 800 000 territoriaux à partir du 22 septembre, 715 000 recrues à partir du 1er octobre et 200 000 territoriaux à partir des 12 et 20 novembre 1914. Le total mobilisé de 1914 à 1917 est de 15 378 000 hommes.
Les dimensions de l'empire et les faiblesses des transports ferroviaires russes font que la mobilisation est beaucoup plus lente que celles des autres puissances : l'armée allemande a besoin de 16 jours, l'armée française de 17 jours et l'armée russe de trois mois. À la fin de la mobilisation, l'armée impériale doit aligner 150 divisions, dont 114 d'infanterie et 36 de cavalerie, sans compter les brigades indépendantes (à titre de comparaison, l'armée allemande aligne 105 divisions après sa mobilisation, l'armée française 95, la britannique que 6) :
- 42 divisions (dont 32 d'infanterie et 10 de cavalerie) sont déployées face à la province de Prusse-Orientale ;
- 64 divisions (dont 46 d'infanterie et 18 de cavalerie) face à la Galicie ;
- 24 divisions (dont 19 d'infanterie et 5 de cavalerie) le long des littoraux de la Baltique et de la mer Noire ;
- 20 divisions (dont 17 d'infanterie et 3 de cavalerie) en Sibérie et au Turkestan.

Étant donné la lenteur de la mobilisation, seules les grandes unités d'active (formées dès le temps de paix) sont disponibles à la fin du premier mois : les divisions de réserve (composées de réservistes, peu encadrées, mal équipées et armées) ne sont même pas encore arrivées.

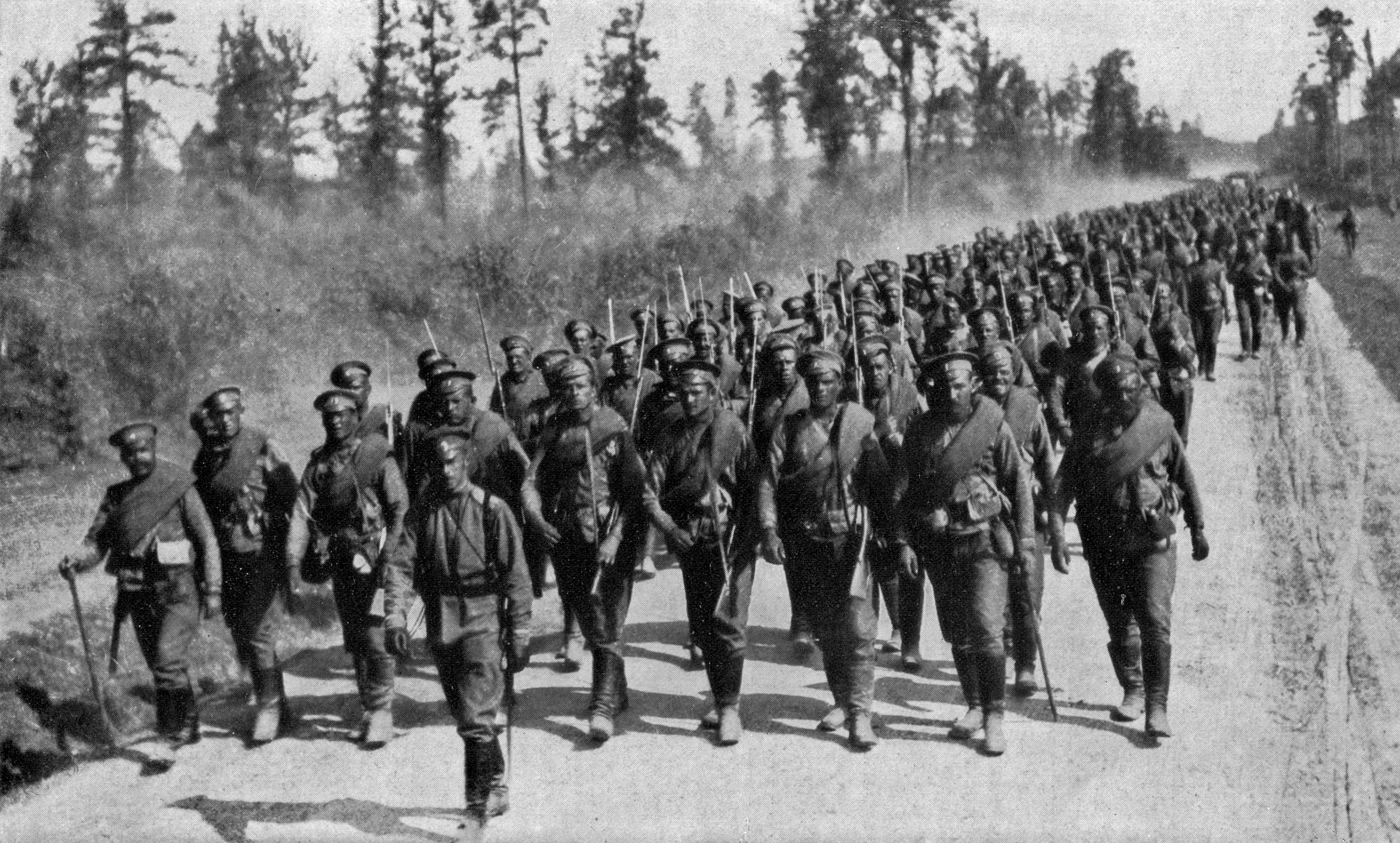
La nombreuse infanterie russe est handicapée par un encadrement, un armement et une logistique déficients.
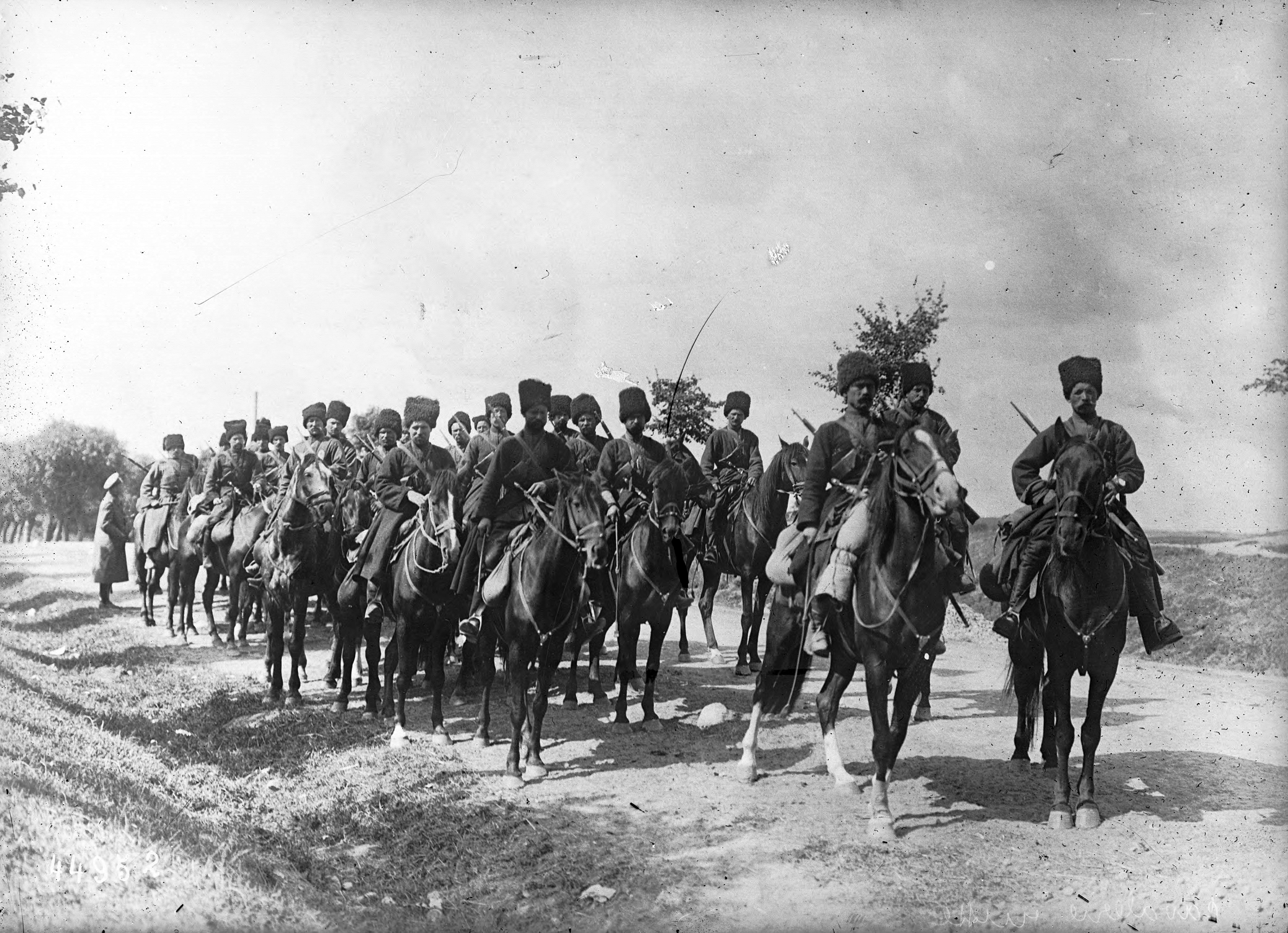
La Russie a maintenu d'importants effectifs de cavalerie, qui garde une utilité dans la guerre de mouvement.
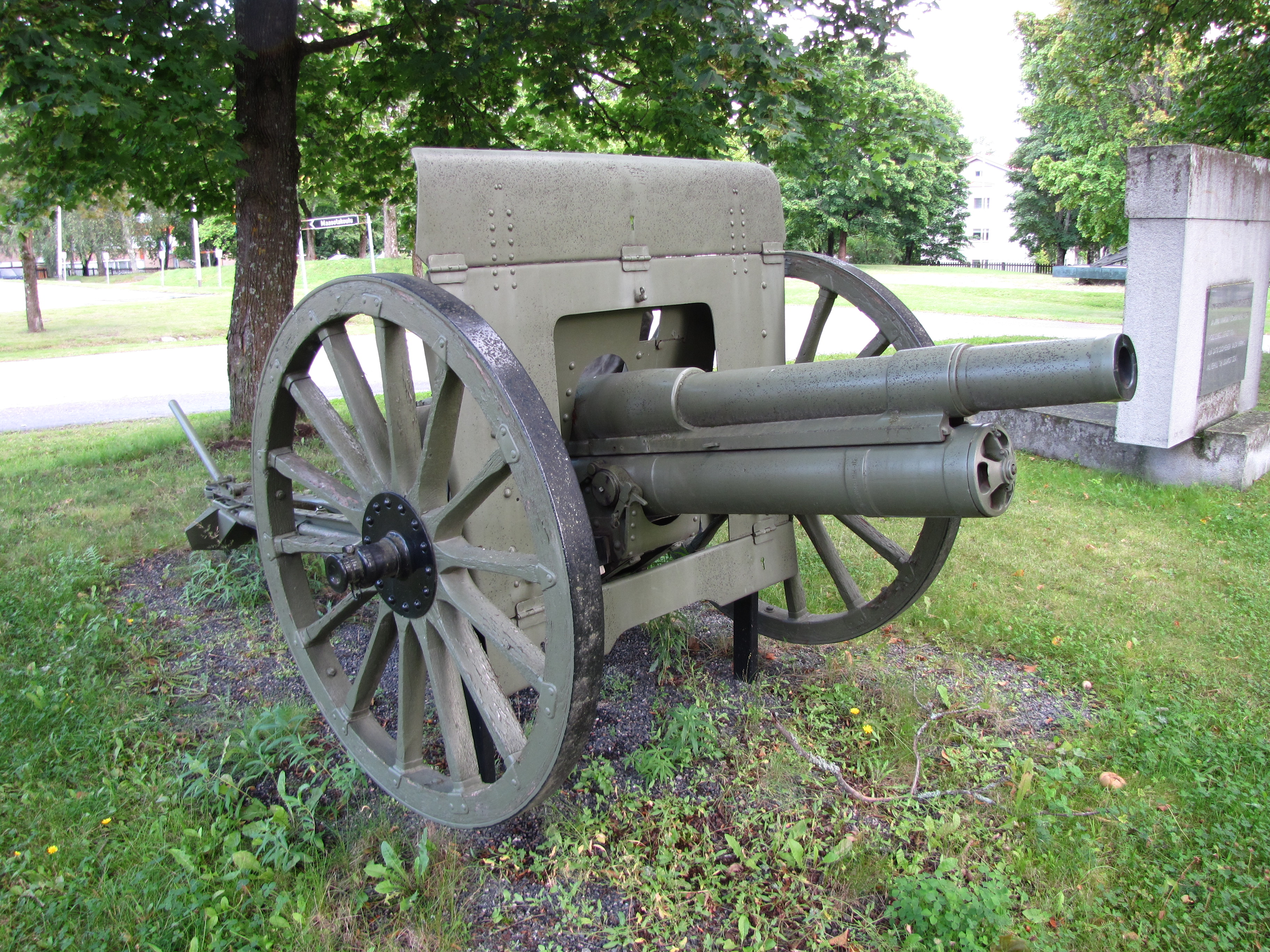
L'artillerie russe, en pleine modernisation, est trop peu nombreuse. Ici un canon de 76,2 mm Schneider-Poutilov 1902.

### Stavka
Si l'empereur Nicolas II est théoriquement le commandant en chef de l'armée impériale russe, il délègue ses pouvoirs à partir du 2 août jusqu'à l'été 1915 à son oncle le grand-duc Nicolas Nikolaïevitch, qui était précédemment commandant du district de Saint-Pétersbourg (depuis 1905). Le ministre de la Guerre est alors le général Vladimir Alexandrovitch Soukhomlinov (depuis 1909).
La Stavka (le quartier général du commandant en chef) et le Genchtab (l'État-Major général) s'installent à Baranavitchy (puis à Moguilev à partir d'août 1915).
- commandant en chef : Nicolas Nikolaïevitch de Russie ;
- chef de l'État-Major général : général Nikolaï Ianouchkevitch (ru) (du 19 juillet 1914 jusqu'au 1er août 1914) puis le général Mikhaïl Beliaïev ;
- quartier-maître général (chef des opérations et du renseignement) : Iouri Danilov.

« Considérant que la guerre a été déclarée par l'Allemagne d'abord à la Russie, et que la France, en tant que notre alliée, a estimé comme de son devoir de venir immédiatement à notre aide, il est naturel et indispensable qu'en vertu de nos obligations d'alliés nous soutenions les Français, puisque les Allemands dirigent contre eux leur offensive principale. Cet appui, nous le leur donnerons, en prononçant le plus rapidement possible notre attaque contre les forces allemandes en Prusse-Orientale. Cette attaque, la Ire armée pourra la commencer pour attirer sur elle le plus possible de forces ennemies. [...] L'attaque des armées du front nord-ouest pourrait déjà commencer le quatorzième jour de la mobilisation (13 août). »

— Directive du grand-duc Nicolas au général Jilinski, le 10 août 1914.

### Front Nord-Ouest

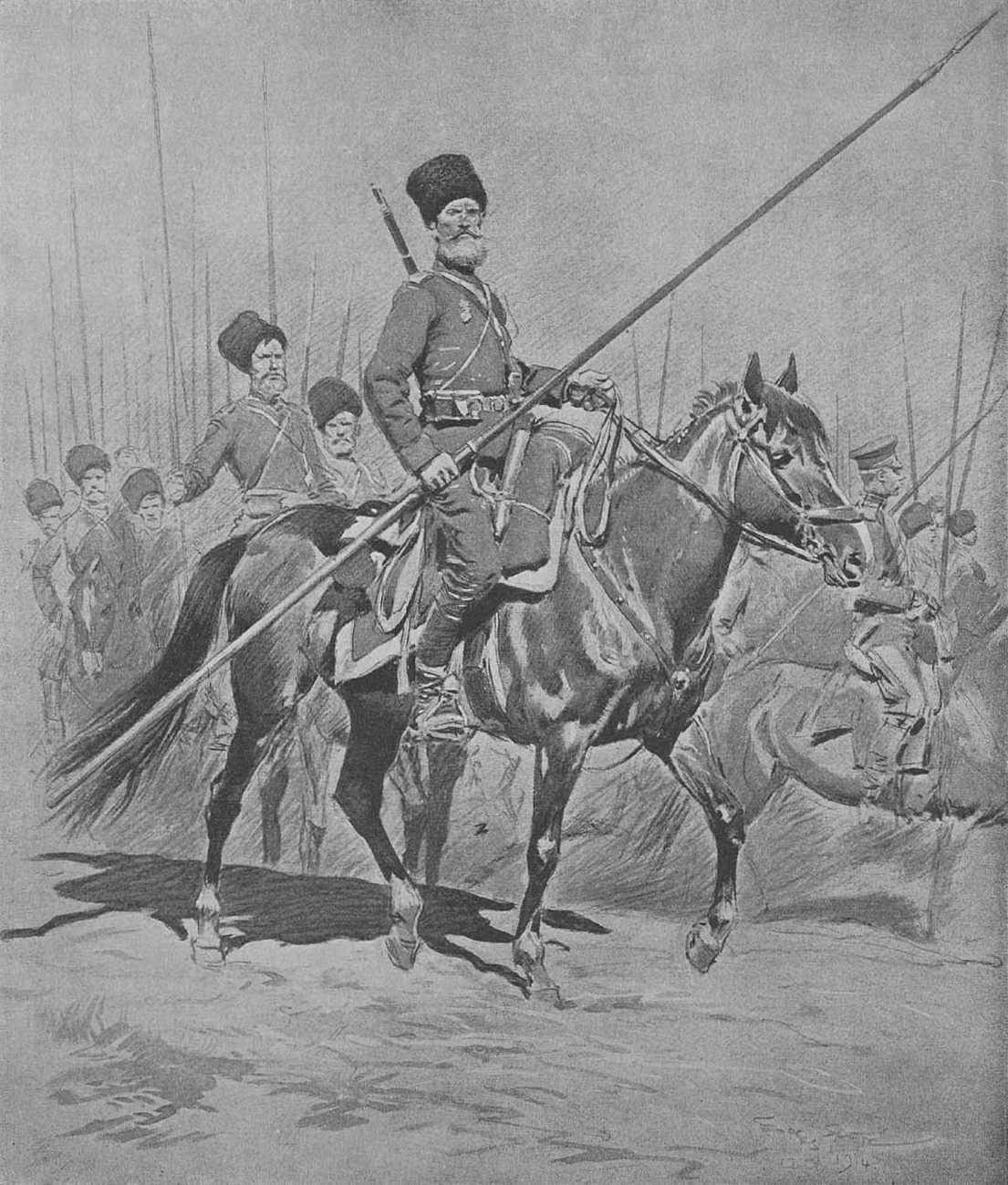
Dessin de Georges Scott pour la une de L'Illustration du 29 août 1914 : Sur la route de Berlin. L'invasion de la province de Prusse-Orientale par les avant-gardes cosaques précédent le gros de l'armée russe..

Le Front du Nord-Ouest (Severo-Zapadnyi front) est un des deux groupes d'armées russes, celui du Nord-Ouest étant chargé du combat contre l'armée allemande, avec mission d'envahir la province de Prusse-Orientale. Le front est commandé depuis Lida par le général Yakov Jilinski (précédemment commandant du district de Varsovie), remplacé dès le 3 septembre 1914 par le général Rouzski).
La 1re armée est commandée par le général Paul von Rennenkampf (précédemment commandant du district de Vilnius) depuis Vilnius. Il est remplacé le 5 décembre 1914 par le général Alexandre Litvinov (en).
- 3e corps d'armée (de Vilnius) : 25e (Dvinsk) et 27e (Vilnius) divisions d'infanterie ;
- 4e corps (Minsk) : 30e (Minsk) et 40e (Babrouïsk) divisions d'infanterie ;
- 20e corps (Riga) : 28e (Kovno) et 29e (Riga) divisions d'infanterie ;
- 5e brigade de fusiliers (Suwałki) ;
- cavalerie : 1re (Saint-Pétersbourg) et 2e (Saint-Pétersbourg) divisions de cavalerie de la Garde, 1re (Moscou), 2e (Suwałki) et 3e (Kovno) divisions de cavalerie et 1re brigade de cavalerie (Riga) ;
- réserve : 53e, 56e, 57e, 68e, 72e et 73e divisions d'infanterie[44].

La 2e armée est commandée par le général Alexandre Samsonov (précédemment commandant du district du Turkestan) depuis Volkosyski. L'armée est dissoute le 30 août, à la suite de sa destruction lors de la bataille de Tannenberg et du suicide de son chef.
- 1er corps (Saint-Pétersbourg) : 22e (Novgorod) et 24e (Pskov) divisions d'infanterie ;
- 2e corps (Grodno), transféré à la 1re armée le 22 août : 26e (Grodno) et 43e (Vilnius) divisions d'infanterie ;
- 6e corps (Białystok) : 4e (Łomża) et 16e (Białystok) divisions d'infanterie ;
- 13e corps (Smolensk) : 1re (Smolensk) et 36e (Orel) divisions d'infanterie ;
- 15e corps (Varsovie) : 6e (Ostrów) et 8e (Varsovie) divisions d'infanterie ;
- 23e corps (Varsovie) : 3e division d'infanterie de la Garde (Varsovie) et 2e division d'infanterie (Modlin) ;
- corps de la Garde (Saint-Pétersbourg), transféré à la 9e armée : 1re (Saint-Pétersbourg) et 2e (Saint-Pétersbourg) divisions d'infanterie de la Garde ;
- 1re brigade de fusiliers (Łódź) ;
- cavalerie : 4e (Białystok), 5e (Samara) et 6e (Varsovie) divisions de cavalerie ;
- réserve : 59e, 76e, 77e et 79e divisions d'infanterie.

### Front Sud-Ouest
Le Front du Sud-Ouest (Yugo-Zapadnyi front) est le groupe d'armées chargé de combattre l'armée autro-hongroise avec mission d'envahir la Galicie. Le front est commandé par le général Nikolaï Ivanov (précédemment commandant du district de Kiev).
La 4e armée est commandée par le général Anton Saltza (du district de Kazan), remplacé le 22 août 1914 par le général Alexeï Evert (commandant du district d'Irkoutsk).
- 14e corps (Lublin) : 18e division d'infanterie (Lublin), 1re (Radom) et 2e brigades de tirailleurs (Łódź) ;
- 16e corps (Kazan) : 41e (Kazan), 45e (Penza) et 47e (Saratov) divisions d'infanterie ;
- 3e corps caucasien (Vladikavkaz) : 21e (Vladikavkaz) et 52e (Temir-Khan-Choura) divisions d'infanterie ;
- corps des grenadiers (Moscou) : 1re (Moscou) et 2e (Moscou) divisions de grenadiers ;
- 2e brigade de fusiliers (Radom) ;
- cavalerie : 13e (Varsovie) et 14e (Częstochowa) divisions de cavalerie, 3e division de cosaques du Don et brigade de cavalerie de la Garde (Varsovie) ;
- réserve : 80e, 82e et 83e divisions d'infanterie.

La 5e armée est commandée par le général Pavel von Plehve (district de Moscou), remplacé le 14 janvier 1915 par le général Alexeï Tchourine.
- 5e corps (Minsk) : 7e (Voronej) et 10e (Nijni Novgorod) divisions d'infanterie ;
- 17e corps (Moscou) : 3e (Kalouga) et 35e (Riazan) divisions d'infanterie ;
- 19e corps (Brest-Litovsk) : 17e (Kholm) et 38e (Brest-Litovsk) divisions d'infanterie ;
- 25e corps (Moscou) : 46e division d'infanterie (Iaroslavl) et 3e divisions de grenadiers (Moscou) ;
- cavalerie : 7e division de cavalerie (Vladimir-Volynskii), 1re (Zamość), 4e et 5e divisions de cosaques du Don, 2e et 3e brigades de cavalerie ;
- réserve : 55e, 61e, 70e, 75e et 81e divisions d'infanterie.

La 3e armée est commandée par le général Nikolaï Rouzski, remplacé le 3 septembre par le général Radko Dimitriev.
- 9e corps (Kiev) : 5e (Jytomyr) et 42e (Kiev) divisions d'infanterie ;
- 10e corps (Kharkov) : 9e (Poltava) et 31e (Kharkov) divisions d'infanterie ;
- 11e corps (Rowno) : 11e (Loutsk) et 32e (Rowno) divisions d'infanterie ;
- 21e corps (Kiev) : 33e (Kiev) et 44e (Koursk) divisions d'infanterie ;
- 3e (Jmerinka) brigade de fusiliers ;
- cavalerie : 9e (Kiev), 10e (Kharkov) et 11e (Doubno) divisions de cavalerie, 3e division de cosaques caucasiens (Vladikavkaz) ;
- réserve : 58e, 60e, 69e et 78e divisions d'infanterie.

La 8e armée est commandée par le général Alexeï Broussilov jusqu'au 17 mars 1916.
- 7e corps (Simferopol) : 13e (Sébastopol) et 34e (Iekaterinoslav) divisions d'infanterie ;
- 8e corps (Odessa) : 14e (Kishinev) et 15e (Odessa) divisions d'infanterie ;
- 12e corps (Vinnytsia) : 12e (Proskourov) et 19e (Ouman) divisions d'infanterie ;
- 24e corps (Samara) : 48e (Samara) et 49e (Perm) divisions d'infanterie ;
- 4e brigade de fusiliers (Odessa) ;
- cavalerie : 12e division de cavalerie (Proskourov), 2e division combinée de cosaques (Kamenets-Podolski), division des cosaques du Terek, 1re et 2e divisions de cosaques du Kouban ;
- réserve : 65e divisions d'infanterie.

### Autres secteurs
L'armée impériale ne se déploie pas uniquement le long des frontières avec les Allemands et les Austro-Hongrois, mais aussi face à la Roumanie et l'Empire ottoman, en Asie centrale, ainsi que le long de certains littoraux.
La 6e armée, commandée par le général Konstantin Petrovitch van der Vliet (ru), doit protéger Saint-Pétersbourg, la Finlande et le littoral de la mer Baltique.
- 18e corps (Saint-Pétersbourg) : 23e (Reval) et 37e (Saint-Pétersbourg) divisions d'infanterie ;
- 22e corps (Helsingfors) : 1re (Helsingfors), 2e (Vyborg), 3e (Vyborg) et 4e brigades finlandaises ;
- 50e division d'infanterie (Saint-Pétersbourg, Vyborg et Kronstadt) ;
- brigade de fusiliers de la Garde ;
- cavalerie : division des cosaques d'Orenbourg et 3e brigade de cosaques de la Garde ;
- réserve : 67e, 74e et 84e division de réserve.

La 7e armée, commandée par le général Vladimir Nikolaïevitch Nikitine, doit protéger Odessa, l'Ukraine et le littoral de la mer Noire.
- 8e corps ;
- cavalerie : 8e division de cavalerie (Kishinev), régiment de cavalerie de Crimée et 7e régiment de cosaques du Don ;
- réserve : 62e, 63e, 64e et 71e divisions d'infanterie.

L'armée du Caucase, commandée par le général Illarion Ivanovitch Vorontsov-Dachkov, doit protéger la Transcaucasie :
- 1er corps caucasien (Alexandropol) : 20e (Akhaltsikhé) et 39e (Alexandropol) divisions d'infanterie ;
- 2e corps caucasien (Tiflis) : 51e division d'infanterie (Koutaïssi) et division des grenadiers caucasiens (Tiflis) ;
- 2e corps du Turkestan (Achgabat) : 4e (Merv) et 5e (Achkhabad) brigades de fusiliers du Turkestan ;
- 1re division de cavalerie caucasienne (Kars), division de cavalerie caucasienne (Tiflis) et 2e division de cosaques caucasiens (Erevan).

Turkestan (Asie centrale russe) :
- 1er corps du Turkestan (Tachkent) : 1re (Tachkent), 2e (Skobelev) et 3e (Termez) brigades de fusiliers du Turkestan ;
- 6e brigade de fusiliers du Turkestan (Vernyi) ;
- 1re division de cosaques du Turkestan (Samarcande) et brigade de cosaques sibériens (Djarkent).

Sibérie :
- 1er corps sibérien (Oussouriisk) : 1re (Oussouriisk) et 2e (Razdolnoe) divisions de fusiliers sibériens ;
- 2e corps sibérien (Tchita) : 4e (Tchita) et 5e (Berezovka près de Verkhneoudinsk) divisions de fusiliers sibériens ;
- 3e corps sibérien (Irkoutsk) : 7e (Irkoutsk) et 8e (Krasnoïarsk) divisions de fusiliers sibériens ;
- 11e division de fusiliers sibériens (Omsk).

Extrême-Orient russe :
- 4e corps sibérien (Vladivostok) : 3e (Vladivostok) et 9e (Vladivostok) divisions de fusiliers sibériens ;
- 5e corps sibérien (Khabarovsk) : 6e (Khabarovsk) et 10e (Blagovechtchensk) divisions de fusiliers sibériens.

### Créations de la fin août
La 9e armée est créée à la fin d'août en Pologne pour menacer directement Berlin en ponctionnant des unités sur les autres armées. Elle est commandée par le général Letchitski.
- 18e corps (pris à la 6e armée) ;
- 22e corps (pris à la 6e armée) ;
- corps de la Garde (pris à la 2e armée).

La 10e armée est formée à partir du 11 août par le transfert d'une partie des troupes du Turkestan et de Sibérie, commandée par le général Alexeï Evert (commandant du district d'Irkoutsk), remplacé le 22 août par le général Vasily Flug, puis le 23 septembre par le général Thadeus von Sievers.
- 2e corps caucasien ;
- 1er corps sibérien ;
- 2e corps sibérien ;
- 3e corps sibérien ;
- 1er corps du Turkestan ;
- division de cavalerie caucasienne, 2e division de cosaques caucasiens et 1re division de cosaques du Turkestan.